# Kalist II.
Kalist II., rođen kao Gvido Burgundski, papa od 2. veljače 1119. do 13. prosinca 1124. godine.
Za vrijeme njegovog potifikata riješen je spor o investituri, sklapanjem Wormskog konkordata 1122. godine.
Otac pape Kalista bio je Vilim I., burgundski grof.